# Flaga arabskiej rewolty
Flaga arabskiej rewolty – flaga używana przez arabskich nacjonalistów podczas arabskiej rewolty podczas I wojny światowej. Została ona zaprojektowana przez brytyjskiego dyplomatę, Sir Marka Sykes’a.
Składa się ona z trzech kolorowych pasów nawiązujących do barw trzech dynastii islamskich kalifów: Abbasydów (czarny), Umajjadów (biały) i Fatymidów (zielony) oraz czerwonego trójkąta nawiązującego do dynastii Haszymidów. Dziś flagi wielu państw arabskich są obecnie wzorowane na tej fladze.